# Josh Vokey
Josh Vokey (* 20. Jahrhundert in Gander, Neufundland, Kanada) ist ein kanadischer Charakterschauspieler in Fernsehen und Theater. Bekannt wurde er vor allem in den 2010er-Jahren durch seine Rolle als Scott Smith in der Science-Fiction-Serie Orphan Black.

## Leben und Karriere
Der in Gander, Neufundland geborene Josh Vokey zog mit 18 Jahren nach Toronto, um eine Theaterschule an der University of Toronto und am Sheridan College zu besuchen. Nach seinem Abschluss verbrachte er einige Zeit in Vancouver, wo er mehrere Jahre in der Actor’s Foundry studierte. Zu Beginn der 2010er Jahre spielte er kleinere Rollen im Fernsehen, bevor er durch die Rolle als Scott Smith in der von der Kritik gefeierten SF-Fernsehserie Orphan Black an der Seite von Tatiana Maslany internationale Bekanntheit erlangte.
2020 spielte er in dem Kurzfilm Mute unter der Regie von Constance Hilton, die er während seiner Zeit bei Orphan Black kennengelernt hatte.

## Auszeichnungen
- 2017: Auszeichnung beim Flagler Film Festival mit dem Festival Prize in der Kategorie Best International Cast für Mismatch and Lighter

## Filmografie (Auswahl)

### Fernsehen
- 2010: Cold Blood – DNA des Verbrechens (Fernsehdokumentarserie, eine Episode)
- 2011: Inventions That Shook the World (Fernsehserie, eine Episode)
- 2013: OutsideIN (Fernsehfilm)
- 2013–2017: Orphan Black (Fernsehserie, 36 Episoden)

### Kurzfilme
- 2017: Mismatch and Lighter
- 2020: Far from Exceptional
- 2020: Mute
- 2021: Family